# Törnflycht
Törnflycht är namnet på ett antal befryndade svenska adelsätter, alla numera utdöda.
Ätternas äldsta kända anfader var tullskrivaren Nils Larsson (död 1589) i Stockholm, vars hustru enligt Anreps ättartavlor var Ingrid Slatte vars mor var en Kyle, vilka även är stamfader och stammoder för ätterna von Törne, Törne, Törnebladh och Törnstierna. Deras son Olof Nilsson (död 1652) var borgmästare i Stockholm, assessor i Svea hovrätt och häradshövding. Namnledet "Törne-" kom in i släkten med hans hustru Barbara Törne, vars efternamn dessas barn valde att använda.
De föregående makarnas son Hans Olofsson Törne var rådman och borgmästare i Stockholm samt preses i Politiaekollegium. Hans första hustru hette Christina Hising född i släkten Hising, ättling till en syster till ärkebiskop Petrus Kenicius från Bureätten, och den andra hustrun var Ingrid Carlsdotter Ekenbom.
En son till Hans Olofsson Törne och Christina Hising, borgmästaren och kommerserådet Olof Hansson Törne (1640–1713) adlades den 8 januari 1698 med namnet Törnflycht och introducerades på Riddarhuset påföljande år under nummer 1356. Hans hustru var hans brors svägerska samt syster till den Thomas som adlades Blixenstierna.
Denne Olof Hansson Törnflychts båda söner, Olof och Michaël, skulle bägge komma att, var för sig stiga till högre adelsvärdigheter. Äldste sonen, blivande riksrådet Olof Törnflycht (1680–1737), upphöjdes den 23 maj 1719 till friherre och endast tre dagar senare erhöll yngre brodern, blivande landshövdingen Michaël Törnflycht (1683–1738) samma värdighet. De introducerades därvid som varsin friherrlig ätt med samma namn: Olofs med nummer 149 och Michaëls med nummer 153.
Den 14 juni 1731 upphöjdes Olof Törnflycht till greve och introducerades som sådan under ättenummer 77. Denna grevliga ätt Törnflycht utgick på svärdssidan med Olofs son med hans hustru grevinnan Hedvig Posse av grevliga ätten Posse, riksrådet Carl Fredrik Törnflycht (1711-67). Även Michaël Törnflycht upphöjdes till greve den 6 december 1731, men tog aldrig introduktion som sådan, och slöt själv, såsom barnlös, sin friherrliga ätt.
Den ursprungliga adliga ätten Törnflycht hade utgått på svärdssidan 1719 i och med Olofs och Michëls friherreupphöjelser. På spinnsidan utgick den troligen med deras syster Christina Piper (som dock aldrig bar namnet Törnflycht), stammoder för den grevliga ätten Piper nr 46. En kvinnlig medlem blev stammoder till Lillienstedt och tyska furstenhus. Den sista med namnet Törnflycht var grevinnan Christina Margareta Augusta Törnflycht, gift med generalmajoren och överståthållaren greve Axel Sparre af Sundby (1708–1772) och mor till Lovisa Meijerfeldt.